# Gaspar Dotart
Gaspar Dotart, també citat com Botart o Gotard; va ser un compositor de música barroca hispànica de la segona meitat del segle xvii.
El seu cognom també s'associa a l'editor savoià Hubert Gotard, el qual publicà obres de Nicasi Çorita i Juan Brudieu entre l’any 1584 i 1585.
Per documents de l'Arxiu Diocesà de Girona, sembla que Gaspar Dotart fou capellà de Santa Maria del Palau de Barcelona, però no hi ha cap notícia de què fos mestre de capella o músic. Malgrat les possibles arrels franceses de l’autor, suggerides pel seu cognom i la llengua emprada en certes indicacions d’algunes de les seves obres, el seu estil no s'adscriu a cap influència francesa.

## Obres conservades
La Biblioteca de Catalunya conserva nou obres del compositor:
Tonos
- El tormento, el golpe y el dolor.
- La pasión, el tormento.
- Serafí que los ayres illustras.

Villancicos i villancets
- Mes les ombres.
- Ques lo que miras.
- Oiganme

Kalenda
- Octavo kalendas Januarij.

Misses
- Missa a 9 veus.[1]
- Missa incompleta.

Altres
- Ave Regina caelorum amb ministrils.
- Lectio de Difunts a dues veus i acompanyament.